# 马尔赛 (安德尔-卢瓦尔省)
马尔赛（法語：Marçay，法語發音：[maʁsɛ] ⓘ）是法国安德尔-卢瓦尔省的一个市镇，位于该省西南部，属于希农区。

## 地理
马尔赛（47°6'0"N, 0°13'3"E）面积21.35 平方千米，位于法国中央-卢瓦尔河谷大区安德尔-卢瓦尔省，该省份为法国中西部省份，北起萨尔特省、东北接卢瓦-谢尔省，东南接安德尔省，南至维埃纳省，西临曼恩-卢瓦尔省。
与马尔赛接壤的市镇（或旧市镇、城区）包括：阿赛、利格雷、伯克斯、卢丹地区科、拉罗什克莱尔莫、瑟伊、萨马尔索勒。

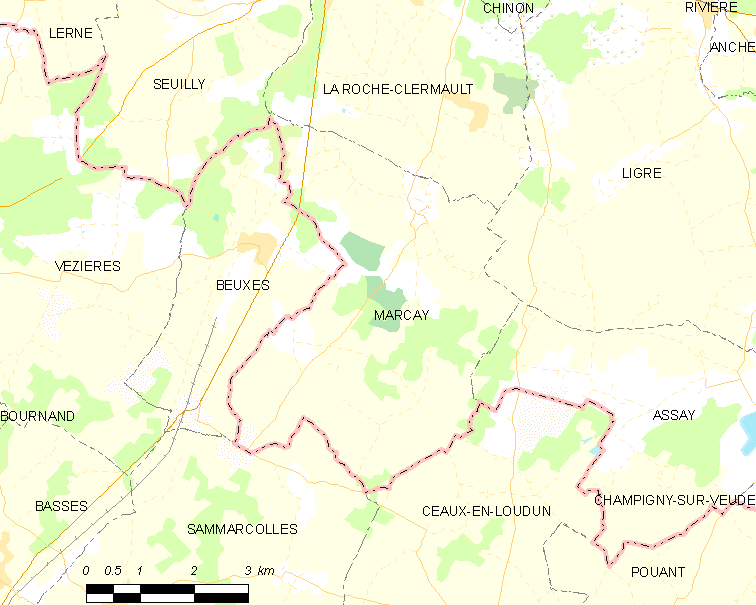
的OSM定位图

马尔赛的时区为UTC+01:00、UTC+02:00（夏令时）。

## 行政
马尔赛的邮政编码为37500，INSEE市镇编码为37144。

## 政治
马尔赛所属的省级选区为希农县。

## 人口

1962-2008年间人口变化图示

马尔赛于2022年1月1日时的人口数量为487人。